# Hyalinobatrachium carlesvilai
Hyalinobatrachium carlesvilai é uma espécie de anfíbio da família Centrolenidae. Pode ser encontrada no Peru, Bolívia e Brasil.